# Castelvecchio Calvisio
Castelvecchio Calvisio là một đô thị thuộc tỉnh L'Aquila trong vùng Abruzzo Ý. Đô thị này có diện tích 15 km², dân số 198 người. Các đô thị giáp ranh gồm: Barisciano, Calascio, Capestrano, Carapelle Calvisio, Castelli (TE), Isola del Gran Sasso d'Italia (TE), Navelli, Ofena, San Pio delle Camere, Santo Stefano di Sessanio